# 厄爾森湖

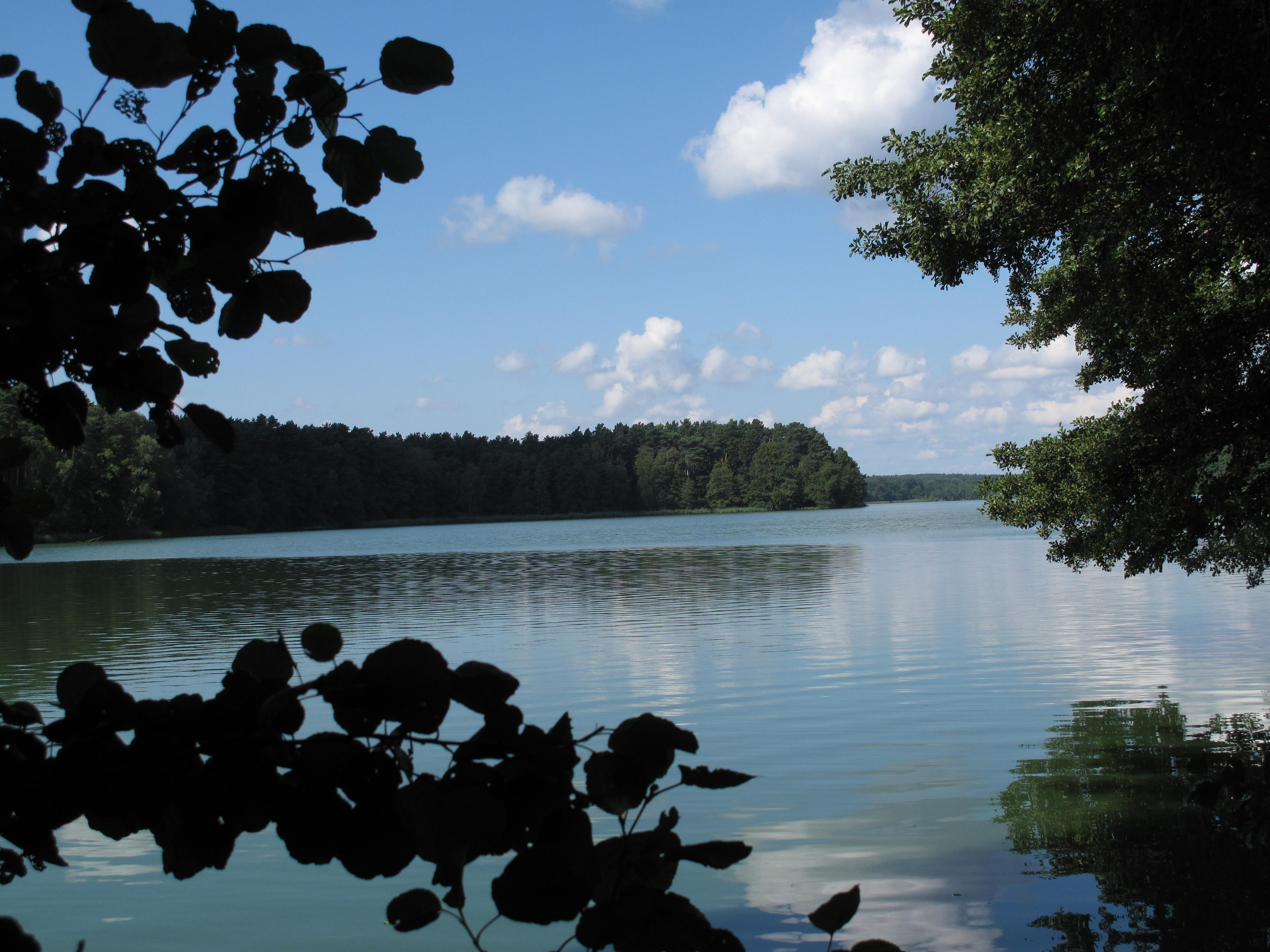

52°8′6″N 14°23′58″E / 52.13500°N 14.39944°E
厄爾森湖（德語：Oelsener See），是德國的湖泊，位於該國西南部，由勃蘭登堡州負責管轄，處於奧得-施普雷縣，長2.4公里、寬1.1公里，面積0.94平方公里，海拔高度50米，最大水深4米，水體容量202萬立方米。